# Potamophloios songoloensis
Potamophloios songoloensis är en svampdjursart som beskrevs av Brien 1969. Potamophloios songoloensis ingår i släktet Potamophloios och familjen Potamolepiidae.
Artens utbredningsområde är Zambia. Inga underarter finns listade i Catalogue of Life.